# 란마오
《란마오》(藍貓)는 중화인민공화국의 애니메이션이다. 1999년 6월 "란마오와 타오치의 3000개 질문"이란 제목으로 첫 방영을 하였다.

## 같이 보기
- 거핑